# Вергельд
Ве́ргельд (нем. Wergeld, от др.-в.-нем.  Wёr «человек» + Gёlt «цена»), англосакское Were — денежная компенсация (судебный штраф) за убийство свободного человека, установленная в германских варварских правдах.
Свободные германцы не могли быть подвергаемы телесному наказанию. Единственным наказанием был денежный штраф — Вергельд, по отношению к которому все родичи были связаны между собой круговой порукой. Вергельд выплачивался родом убийцы семье убитого, постепенно вытеснив кровную месть. Устанавливался в зависимости от социального положения убитого, его пола и возраста, от того, к какой национальности он принадлежал (галло-римской или германской).
В Саксонском зерцале вергельд был также предусмотрен за нанесение ущерба домашнему скоту, птице и прочим животным.
Практика выплаты вергельда сохранялась в Германских землях по крайней мере до конца XVI века.